# Pyvesos upės slėnis žemiau Rinkūnų
Pyvesos upės slėnis žemiau Rinkūnų este o arie protejată (arie specială de conservare — SAC, sit de importanță comunitară — SCI) din Lituania întinsă pe o suprafață de 114 ha, integral pe uscat.

## Localizare
Centrul sitului Pyvesos upės slėnis žemiau Rinkūnų este situat la coordonatele 55°58′42″N 24°25′55″E / 55.9783°N 24.4319°E.

## Înființare
Situl Pyvesos upės slėnis žemiau Rinkūnų a fost declarat sit de importanță comunitară în iulie 2008 pentru a proteja 2 specii de animale. Situl a fost protejat și ca arie specială de conservare în martie 2021.

## Biodiversitate
Situată în ecoregiunea boreală, aria protejată conține 4 habitate naturale: Liziere de ierburi înalte hidrofile de câmpie și de nivel montan până la alpin, Pajiști aluvionare boreale nordice, Fânețe de joasă altitudine (Alopecurus pratensis, Sanguisorba officinalis), Păduri aluvionare cu Alnus glutinosa și Fraxinus excelsior (Alno-Padion, Alnion incanae, Salicion albae).
La baza desemnării sitului se află mai multe specii protejate:
- mamifere (1): vidră de râu (Lutra lutra)
- nevertebrate (1): fluturele purpuriu (Lycaena dispar)

Pe lângă speciile protejate, pe teritoriul sitului au mai fost identificate 11 specii de păsări.